# دينيفور (كوينزلاند)
دينيفور، هي منطقة محلية سابقة في شاير بولو في كوينزلاند في أستراليا. في 2016، كان عدد سكان دينيفور 21 شخصًا.
في 17 أبريل 2020، أعادت حكومة كوينزلاند تنظيم المحليات التسع في منطقة شاير بولو، مما أدى إلى إنشاء ست مناطق. وشمل ذلك إلغاء دينيفور، ودمج أراضيها في منطقة موسعة من ثارغوميندا.   